# Mehdi Jomaa
Mehdi Jomaa (in arabo مهدي جمعة‎?) (Mahdia, 21 aprile 1962) è un politico tunisino.
Dal 29 gennaio 2014 al 6 febbraio 2015 è stato primo ministro della Tunisia.
Si è candidato alla carica di presidente in vista delle elezioni generali del 2014.

## Biografia
Nato nella città tunisina di Mahdia il 21 aprile 1962. Anni dopo, dopo essersi diplomato al liceo, ha proseguito gli studi universitari in ingegneria nel 1988 presso la National School of Engineers of Tunisia e ha conseguito anche un diploma di studi avanzato su meccanica, calcolo e modellizzazione di strutture.
Alla fine dei suoi studi, ha iniziato a lavorare come ingegnere presso le società francesi Hutchinson S.A. e anche Total S.A., dove ha trascorso molti anni a lavorare. Successivamente, nel 2009, è diventato direttore generale della divisione aerospaziale e della difesa, membro della commissione esecutiva e supervisore di sei filiali in Francia, negli Stati Uniti, in India e nel suo paese natale, la Tunisia.